# نووآلشکینو
نووآلشکینو (انگلیسی: Novoaleshkino) یک شهرک در شهرستان استرلیتاماکسکی استان باشقیرستان کشور روسیه است.